# WKW Wilk
WKW Wilk (пол. Wielkokalibrowy Karabin Wyborowy «Wilk»; крупнокалиберная снайперская винтовка «Волк») или WKW «Tor» — 12,7-мм польская снайперская винтовка.

## История создания
Разработка винтовки была начата в 1998 году, в 2002 году был изготовлен первый опытный экземпляр, получивший рабочее название WKW Wilk («Вильк») в честь польского государственного функционера Карола Вилька, который курировал проект от министерства обороны. В 2004 году была изготовлена опытная партия из 10 винтовок.
В 2006 году винтовка была принята на вооружение польской армии под обозначением «Tor».
В 2008 году для польской армии было закуплено ещё 30 винтовок.

## Конструкция
Винтовка магазинная, с продольно-скользящим поворотным затвором, скомпонована по схеме буллпап. Комплектуется двуногой сошкой и задней опорой под прикладом.

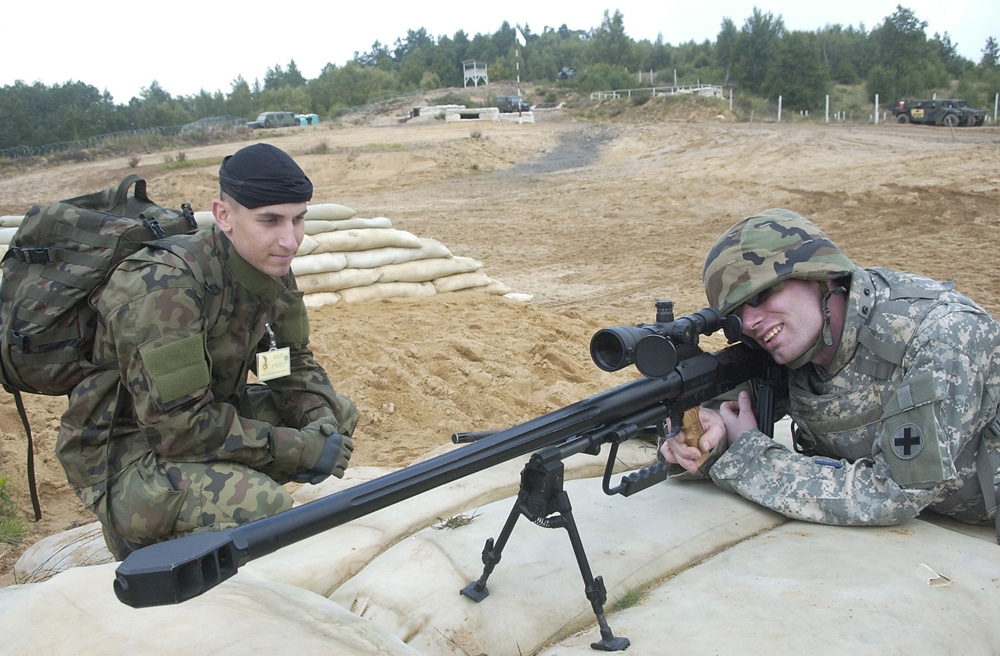